# 智利鰤鯧
智利鰤鯧為輻鰭魚綱鱸形目鯧亞目長鯧科的其中一種，分布於東南太平洋的智利至加拉巴哥群島海域，棲息深度可達400公尺，體長可達65公分，棲息在中層水域。